# Катынкопр
Катынкопр (каз. Қатынкөпір, до 2002 г. — Пригородное) — упразднённое село в подчинении городской администрации Шымкента (до 2000-х годов входило в состав Сайрамского района) Туркестанской области Казахстана. Административный центр Катынкопрского сельского округа. В 2004 году включено в состав города Шымкент и исключено из учётных данных.

## Население
По переписи 1989 года в селе проживало 8200 человек, из которых 43 % составля казахи, 34 % — узбеки. В 1999 году население села составляло 7809 человек (3835 мужчин и 3974 женщины).